# Referéndum de Hamburgo de 2015
El Referéndum de Hamburgo de 2015 fue un referéndum realizado el 29 de noviembre de 2015 en la ciudad y estado federado alemán de Hamburgo y adicionalmente en la ciudad de Kiel. En él se decidió si Hamburgo presentaría una candidatura para ser la sede de los Juegos Olímpicos de Verano de 2024. La propuesta fue rechazada por el 51,6% de los votantes, mientras que el 48,4% votó a favor.

## Antecedentes
La posible candidatura de Hamburgo para ser sede de los Juegos Olímpicos de Verano de 2024 había sido un tema importante durante la campaña de las elecciones estatales de Hamburgo de 2015. El proyecto fue respaldado por la Unión Demócrata Cristiana (CDU), el Partido Democrático Libre (FDP), la Alternativa para Alemania (AfD), Alianza 90/Los Verdes y el Partido Socialdemócrata (SPD, gobernante en Hamburgo con el alcalde Olaf Scholz), mientras que el Partido Pirata y Die Linke reprobaron la posibilidad.  Las autoridades hamburguesas calcularon que sería necesario invertir 11.200 millones de euros en el proyecto, de los cuales un 20% sería aportado por la ciudad y el restante 80% por el Gobierno federal.
En junio de 2015, el Parlamento de Hamburgo aprobó con una mayoría de dos tercios la realización de un referéndum, que también fue llevado a cabo en la ciudad de Kiel (Schleswig-Holstein), donde en caso de realizarse los Juegos en Hamburgo tendrían lugar las competiciones de vela. Por esta razón, los habitantes de Kiel (propuesta como subsede) también tuvieron derecho a participar del referéndum. Sin embargo, dado que su candidatura estaba ligada a la de Hamburgo, la decisión final fue tomada solo sobre la base de los resultados de Hamburgo. Las encuestas previas al referéndum mostraban que el 64% de la población de Hamburgo respaldaba la solicitud de los Juegos Olímpicos de 2024 o 2028.

## Sufragio
Contaron con derecho a voto todos los habitantes de Hamburgo mayores de 16 años.

## Resultados

Resultados por distrito en Hamburgo

### Hamburgo
| Opción                                                                                  | Votos     | %    |
| --------------------------------------------------------------------------------------- | --------- | ---- |
| Sí                                                                                      | 315,181   | 48.4 |
| No                                                                                      | 336,518   | 51.6 |
| Votos nulos/blancos                                                                     | 1,528     | –    |
| Total                                                                                   | 653,227   | 100  |
| Votantes inscritos/participación                                                        | 1,300,418 | 50.2 |
| Fuente: Oficina de Estadísticas Archivado el 2 de diciembre de 2015 en Wayback Machine. |           |      |

#### Resultados por distrito
| Distrito      | Inscritos | Votos por correo | Votos por correo | Votos en urna | Votos en urna | Votantes | Votantes | Votos nulos | Votos nulos | Votos válidos | Votos válidos | Sí      | Sí   | No      | No   |
| Distrito      | Número    | Número           | %                | Número        | %             | Número   | %        | Número      | %           | Número        | %             | Número  | %    | Número  | %    |
| ------------- | --------- | ---------------- | ---------------- | ------------- | ------------- | -------- | -------- | ----------- | ----------- | ------------- | ------------- | ------- | ---- | ------- | ---- |
| Hamburg-Mitte | 179.253   | 65.593           | 36,6             | 9.795         | 5,5           | 75.338   | 42,1     | 231         | 0,3         | 75.157        | 99,7          | 32.778  | 43,6 | 42.379  | 56,4 |
| Altona        | 186.110   | 86.591           | 46,5             | 9.744         | 5,2           | 96.337   | 51,8     | 216         | 0,2         | 96.121        | 99,8          | 42.965  | 44,7 | 53.156  | 55,3 |
| Eimsbüttel    | 192.485   | 91.680           | 47,6             | 13.221        | 6,9           | 104.901  | 54,5     | 232         | 0,2         | 104.669       | 99,8          | 50.878  | 48,5 | 53.887  | 51,5 |
| Hamburg-Nord  | 234.571   | 110.598          | 47,1             | 16.300        | 6,9           | 126.898  | 54,1     | 318         | 0,3         | 126.580       | 99,7          | 61.767  | 48,8 | 64.813  | 51,2 |
| Wandsbek      | 309.646   | 141.839          | 45,8             | 17.485        | 5,6           | 159.324  | 51,5     | 335         | 0,2         | 158.989       | 99,8          | 82.5697 | 51,9 | 76.420  | 48,1 |
| Bergedorf     | 91.661    | 37.358           | 40,8             | 5.190         | 5,7           | 42.548   | 46,4     | 89          | 0,2         | 42.459        | 99,8          | 22.075  | 52,0 | 20.384  | 48,0 |
| Harburg       | 106.692   | 41.949           | 39,3             | 5.882         | 5,5           | 47.831   | 44,8     | 107         | 0,2         | 47.724        | 99,8          | 22.245  | 46,6 | 25.479  | 53,4 |
| Hamburgo      | 1.300.418 | 575.610          | 44,3             | 77.617        | 6,0           | 653.227  | 50,2     | 1.528       | 0,2         | 651.699       | 99,8          | 315.181 | 48,4 | 336.518 | 51,6 |

- Fuente: Oficina de Estadísticas

### Kiel
| Opción                                              | Votos   | %    |
| --------------------------------------------------- | ------- | ---- |
| Sí                                                  | 40.792  | 65.6 |
| No                                                  | 21.423  | 34.4 |
| Votos nulos/blancos                                 | 194     | –    |
| Total                                               | 62.409  | 100  |
| Votantes inscritos/participación                    | 196.831 | 31.7 |
| Fuente: Bürger- und Ordnungsamt Abteilung Statistik |         |      |

## Reacciones
Olaf Scholz, Primer Alcalde de Hamburgo, dijo después del referéndum que dado el resultado Hamburgo retiraría su candidatura y expresó que Es una decisión que no deseábamos, pero es clara. La canciller Angela Merkel lamentó el resultado del referéndum, pero respetó el mismo. Thomas Bach, presidente del Comité Olímpico Internacional, calificó el resultado como una oportunidad perdida.